# Edmundo Martínez Zaleta
Edmundo Martínez Zaleta (Papantla de Olarte, Veracruz, 17 de noviembre de 1948-Ciudad de México, 17 de enero de 2021) fue un político mexicano, miembro del Partido Revolucionario Institucional (PRI). Tuvo una dilatada carrera política, llegando a ser tres veces diputado federal y presidente municipal de Papantla. 

## Biografía
Fue licenciado en Derecho por la Universidad Nacional Autónoma de México (UNAM) y tuvo estudios inconclusos de doctorado en Derecho por la Universidad de Almería, España y Doctor titulado en Educación por la Universidad IVES. Ejerció como docente en la UNAM de 1972 a 1980 y en 1971 fue campeón nacional de oratoria.
Miembro del PRI desde 1966. Inició su carrera política vinculado al político oaxaqueño Pedro Vázquez Colmenares, de quien fue secretario auxiliar cuando se desempeñó como oficial mayor de la Secretaría de la Presidencia de 1972 a 1973, luego como secretario particular cuando fue director general de Aeropuertos y Servicios Auxiliares de 1974 a 1975 y como gerente de Adquisiciones y Servicios Generales de Aeroméxico de 1976 a 1980, siendo Vázquez Colmenares director general de esta línea aérea, entonces paraestatal.
Luego de 1980 a 1981 director general de Acción Social del gobierno de Veracruz por nombramiento del gobernador Agustín Acosta Lagunes. Fue presidente estatal del PRI en Veracruz de 1981 a 1982.
Dejó la dirigencia del PRI para ser postulado por primera ocasión candidato a diputado federal por el Distrito 4 de Veracruz, resultado elegido para la LII Legislatura de 1982 a 1985. Al concluirlo, fue postulado a su vez a la presidencia municipal de Papantla, resultando triunfador del proceso electoral de dicho año, asumió el cargo el 1 de diciembre de 1985 para el periodo que debería de terminar en igual fecha de 1988. Durante este periodo, ejerció también como docente en el plantel del Colegio Nacional de Educación Profesional Técnica (CONALEP) en Papantla de 1986 a 1987. Siendo entre uno de sus mayores reconocimientos como alcalde, la construcción del monumento al volador ubicado en Papantla, Veracruz.
No concluyó su periodo frente a la presidencia municipal, separándose del cargo mediante licencia el 31 de diciembre de 1987 para ser director general de Tránsito y Transportes del gobierno de Veracruz por nombramiento del gobernador Fernando Gutiérrez Barrios, fue sustituido en la presidencia municipal por Palemón Moncayo González. Solo ejerció la dirección de Tránsito brevemente, pues el mismo 1988 fue postulado por segunda ocasión candidato del PRI a diputado federal por el Distrito 4 de Veracruz. Elegido a la LIV Legislatura, ejerciendo el cargo de 1988 a 1991.
En 1991 coordinó la campaña de Mario Ruiz de Chávez a presidente municipal de Naucalpan, Estado de México y al ganar éste la presidencia municipal se convirtió en su secretario particular.
De 1993 a 1994 fue director de Inspección Operativa en la Dirección General de Migración y luego en 1994 asesor del subsecretario de Gobierno, ambos en la Secretaría de Gobernación; luego, de 1994 a 1995, fue secretario particular del subsecretario de Protección Civil y Prevención y Readaptación Social de la misma secretaría, Humberto Lira Mora; y, de 1995 a 1998 fue secretario ejecutivo de la dirección corporativa de Administración de Petróleos Mexicanos (PEMEX). 
En 1999 fue parte de la campaña a Gobernador del Estado de Veracruz de Miguel Aleman Velasco. En 1999 sería Director Estatal de Tránsito. De 2003 a 2004 director general del Centro de Estudios Jurídicos Agrarios Doctor Sergio García Ramírez del Tribunal Superior Agrario. A partir de 2005 retorna al gobierno de Veracruz, donde el gobernador Fidel Herrera Beltrán lo nombra director general del Instituto Veracruzano del Transporte en 2005, subsecretario de Seguridad Pública de 2005 a 2006, y coordinador estatal del Centro de Control, Comando, Comunicaciones y Cómputo (C4) en 2006. De 2008 a 2010 fue director general de Tránsito y Vialidad del municipio de Xalapa.
En 2012 fue delegado el PRI estatal en el Distrito 5 de Veracruz y luego el mismo año director general de Recursos Humanos del ayuntamiento de Xalapa. En 2013 se desepeñó como coordinador de Acción Social y de Giras del gobernador Javier Duarte de Ochoa y de 2013 a 2014 subdirector de Operación Sanitaria y Autorizaciones de la Secretaría de Salud de Veracruz, por nombramiento del mismo Duarte.
En 2018 fue elegido diputado federal suplente de Héctor Yunes Landa por la vía de la representación proporcional a la LXIV Legislatura de 2018 a 2021. Ejerció como diputado en dos breves licencias del propietario Yunes Landa: del 19 al 22 de febrero y del 18 al 29 de julio de 2019.
Falleció en la Ciudad de México el 17 de enero de 2021 debido a complicaciones de la enfermedad por coronavirus siendo aún diputado federal suplente, resultando uno de los afectados pandemia en México.